# Гречиха татарская
Гречи́ха тата́рская (лат. Fagopýrum tatáricum) — вид травянистых растений рода Гречиха (Fagopyrum) семейства Гречишные (Polygonaceae), яровой однолетник, морфологически и биологически очень сходный с культурной гречихой.

## Ботаническое описание

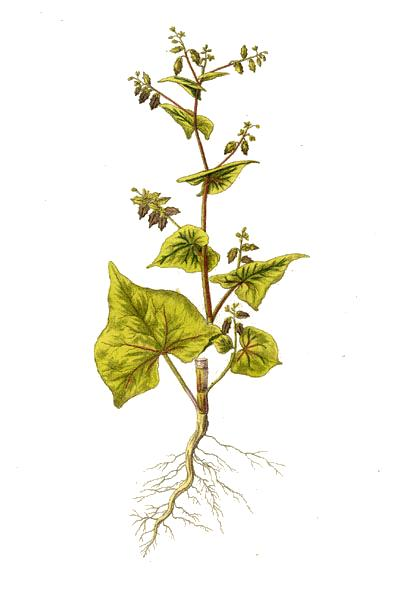
Общий вид цветущего растения

Травянистое однолетнее растение, высотой 50—180 см.
Корень стержневой. Стебель ветвистый, голый, цилиндрический, коленчатый, светло-зелёной или зелёной окраски.
Листья сердцевидно-треугольные или стреловидные с заметным антоциановым пятном при основании, на верхушке суженные и заострённые, с островатыми нижними лопастями, 3—8 см дины и ширины, нижние — длинночерешковые, а верхние — почти сидячие. Листья имеют прилистники в виде перепончатых треугольных раструбов, которые охватывают стебель у основания черешка.
Цветки пятираздельные, самоопыляющиеся, желтовато-зелёные, мелкие, мало заметные, 1,3—1,7 мм длины, 0,5—1 мм ширины, без запаха, расположены на пазушных цветоносах, собранных в рыхлые соцветия — удлинённые кисти. Тычинок 8, примерно одинаковой длины, пестик с тремя столбиками почти вдвое короче завязи. Завязь верхняя, одногнёздная, трёхгранная. Нектароносные желёзки, чередующиеся с тычинками, функционируют слабо.
В условиях средней полосы России цветёт в июле — августе, плодоносит в августе — сентябре.
Плоды — мелкие серые орешки 4,5—6,5 мм длины и 2,5—3,5 мм ширины, с неясно выраженной трёхгранностью и крылатостью. Грани орешков морщинистые, с бороздками посередине; рёбра тупые, городчатые.
Каждое растение может дать до 1000 семян.
Хромосомное число — 2n = 16.

## Географическое распространение и экология
Гречиха татарская распространена почти по всей Евразии, занесена в Северную Америку. По данным Кротова А. С., встречается в Беларуси, западных областях Украины, в южных районах нечернозёмной полосы России, в Сибири и на Дальнем Востоке.
Яровой сорняк посевов зерновых культур. Растёт вдоль дорог, на насыпях и прочих нарушенных и сорных местах.

## Хозяйственное значение
На территории России и в бывших странах СССР известна как сорное растение в посевах яровых зерновых культур. В неурожайные годы плоды татарской гречихи используются в пищу.
Растения татарской гречихи, появляясь в посевах обыкновенной гречихи, быстро размножаются, и, если не принимаются ограничительные меры, вытесняют её. Искусственное переопыление этих видов хотя и даёт небольшой процент плодов, но из них, как правило, нельзя получить нормальное потомство.

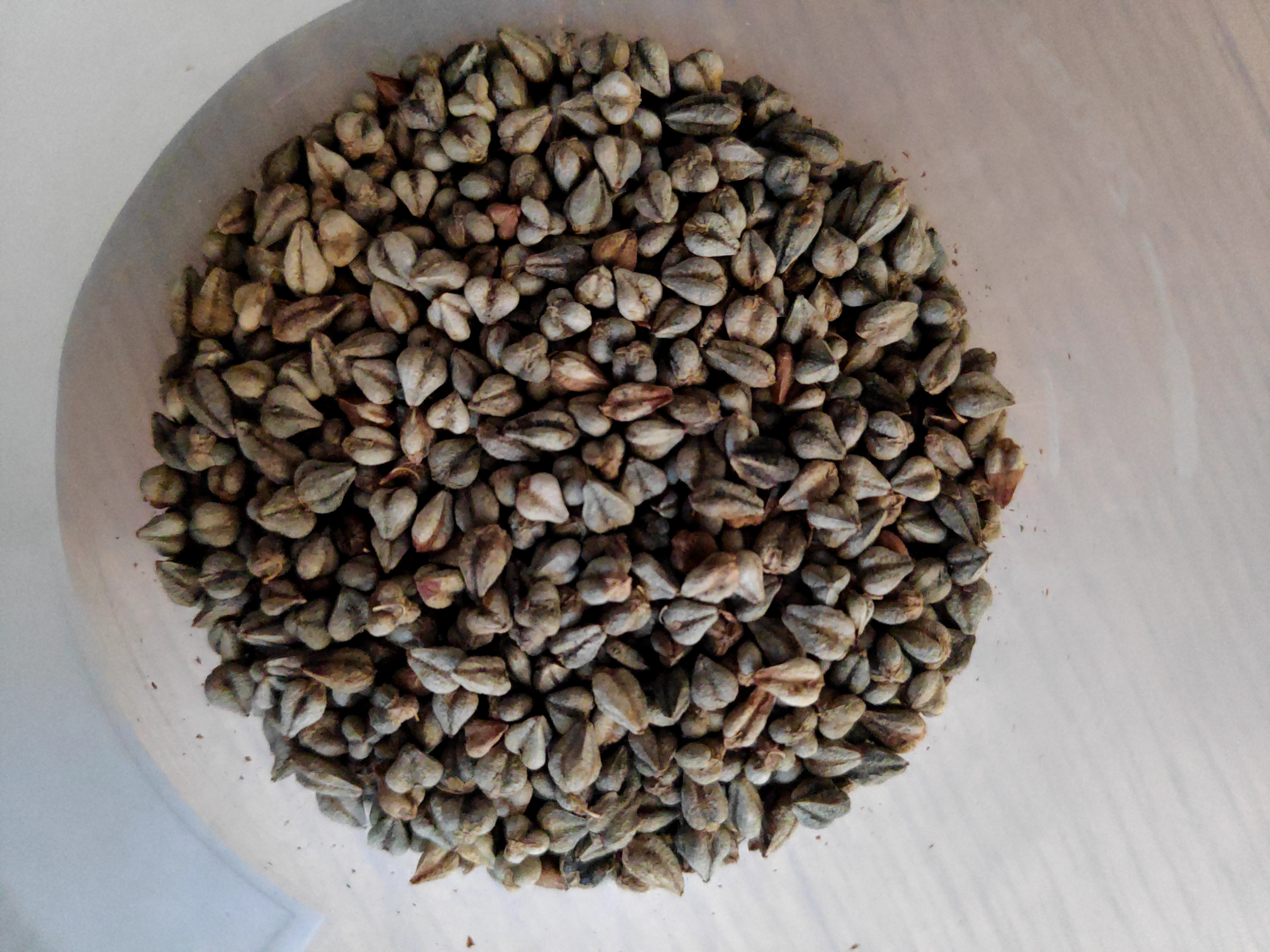
Семена гречихи татарской

Согласно опытам, проведённым А. С. Кротовым, установлено, что плоды гречихи татарской завязываются лучше при её опылении гречихой обыкновенной, но при предварительном вегетативном сближении скрещиваемых растений.
Является древней культурой в Гималаях. Возделывается в горных районахː Гималаев на высоте 900—4500 м над уровнем моря, Тибета, Западного и Северного Китая, Северного Вьетнама, Лаоса; в Северной Америке — Канаде (севернее и выше чем Fagopyrum sagittatum Gilib.).
Крупяная культура, как и F. sagittatum, но более устойчива к холоду. Семена горьковаты, но горные жители Индии из них пекут хлеб. Кормовая культура — семенами кормят лошадей, свиней и цыплят. Растение богаче рутином, и он активнее, чем у F. sagittatum. Выход рутина 20—25 кг/га. Даёт зелёной массы 400 кг/га. В плодах также содержится рутин и кверцетин.
Из обжаренных семян гречихи татарской изготавливают гречишный чай и шоколадные пасты.

## Химический состав
В составе растения обнаружены следующие химические компоненты.
- Углеводы и родственные соединенияː в плодах — глюкоза, фруктоза, сахароза, D-хироинозит, миоинозит, сорбит, этил-β-рутинозид.
- Стероидыː пальмитат β-ситостерина, стигмаст-4-ен-3,6-дион; в плодах — β-ситостерин, пероксид эргостерина, даукостерин.
- фенолкарбоновые кислотыː в надземной части — протокахетовая, кофейная, флорогеновая, n-гидроксибензойная, цис-умбелловая (2,4-дигидрокси-цис-коричная).
- Флавоноидыː в листьях до 1,3 %; 3-O-α-L-рамнопиранозил-(1→6)-O-β-D-глюкопиранозид кемпферола; в надземной части — кверцитрин до 0,6 %; в листьях, плодах — рутин до 0,1 % в листьях, до 2 % в плодах, 3-O-α-L-рамнозил-(1→6)-O-β-D-глюкопиранозид 5,7,3’,4’-тетраметилового эфира кверцетина; в плодах — кемпферол, кверцетин, изокемпферидː в семенах — 3-рутинозилглюкозилглюкозид кверцетина, 3-рутинозид кемпферола.
- Антрахиноны — эмодин.
- Азотсодержащие соединения — урацил.
- Высшие жирные кислоты — олеиновая, линолевая.

## Таксономия и внутривидовая классификация
В 1737 г. К. Линней впервые дал научное описание гречихи как Polygonum Helxine caule erecto Enermi foliis cordato-sagittatis Helxine, имеющей прямой неопушённый стебель и сердцевидно-копьевидные листья. В 1757 г. Линней в Species Plantarum описывает 7 видов рода Polygonum, в том числе 2 вида гречихи с сердцевидно-стреловидными листьями. На следующий год английский ботаник Миллер выделяет Polygonum fagopyrum L. в самостоятельный род Fagopyrum, а в 1792 году немецкий ботаник Гартнер к этому роду относит татарскую гречиху — Fagopyrum tatricum.
В высокогорных районах Индии, Непала, Пакистана, Китая возделывают особые формы татарской гречихи. Из них получают зелёную массу и зерно на корм скоту. Имеются формы гречихи татарской, очень мало окультуренные. Они встречаются в диком виде на переложных и пустошных землях среди посевов зерновых культур как сорняк. Среди возделываемых есть формы гречихи с низким процентом плёнчатости, легко обрушивающиеся и дающие сравнительно качественное зерно. Эти формы гречихи некоторыми исследователями были описаны как самостоятельный вид (Fagopyrum rotundatum Bab., 1841 — гречиха округлая). Однако наблюдения за возделыванием этой гречихи показали, что растения гречихи округлой и татарской сходны и различаются только по мощности развития вегетативных органов, позднеспелости и меньшей бугорчатости плодов. Эти незначительные отличия, хорошая скрещиваемость с ней, а также почти одинаковый белковый состав дали основания А. С. Кротову выделить и описать три морфологически, хорошо отличимых, особенно по плодам, формы гречихи татарскойː
- Fagopyrum tataricum (L.) Gaertn. subsp. tuberculatum Krot. — подвид гречиха бугорчатая. Растения этого подвида известны как сорняки яровых зерновых культур, в том чиле и гречихи посевной;
- Fagopyrum tataricum (L.) Gaertn. subsp. rotundatum (Bab.) Krot. — подвид гречиха округлая. Гречиха этого подвида возделывается в горных районах восточных стран Азии на корм скоту.
- Fagopyrum tataricum (L.) Gaertn. subsp. himalaicum Krot. — подвид гречиха гималайская. Возделывается в Гималаях для пищевых целей.